# Torre de Sant Pau
La Torre o masia de Sant Pau és una edificació catalogada com a monument del municipi de Sabadell (Vallès Occidental) inclosa en l'Inventari del Patrimoni Arquitectònic de Catalunya.

## Descripció
És una masia de planta baixa, pis i golfa, amb coberta a dues vessants que donen aigües a les façanes laterals. Diverses ampliacions i reformes la convertiren al tipus basilical. Té un portal de pedra adovellada, tres finestres renaixentistes i un senzill rellotge de sol. També cal anomenar els balustres de terra cuita dels balcons de l'absis lateral. A sol ixent sobre l'absis s'obre una galeria amb arcades de maons d'arc rebaixat i balustres de terra cuita.

## Història
Del segle xviii hi ha dades sobre un procés referent a la torre d'aquesta pagesia, aleshores Torre de Riu-Sec o Casa Ximenis de Sant Pau de Riu-Sec, aquell tingué lloc entre el propietari i el procurador reial de la Universitat de Sabadell, doncs el primer asseverava que al procurador no li pertocava tenir jurisdicció sobre aquestes terres. El 4 de febrer de 1638 fou donada sentència provisional a favor de la Universitat de Sabadell. Posteriorment Ximenis traspassà la torre als Pares Servites de Barcelona.